# Le Crash mystérieux
Pour plus de détails, voir Fiche technique et Distribution.
Le Crash mystérieux (Fate is the hunter) est un film américain de Ralph Nelson, sorti en 1964 nominalement inspiré du roman du pilote de ligne Ernest K. Gann du même nom édité en 1961.

## Synopsis
Sam Mc Bane enquête sur les circonstances du crash d'un avion de ligne de la compagnie aérienne  qui l'emploie. Son enquête se révèle délicate car le pilote de l'avion n'est autre que son meilleur ami.

## Autour du film
L'avion utilisé pour le tournage a été construit avec des éléments de Douglas DC-7B, Les ailes ont été déposées et inversées, un cône de nez de Boeing 707 ainsi qu'un "pique supersonique" ont également été ajoutés afin de donner l’apparence d’un avion de ligne moderne. Deux réacteurs sont installés sur les plans stabilisateurs de l'empennage.

## Fiche technique
- Titre original : Fate is the hunter
- Réalisation : Ralph Nelson
- Scénario : Harold Medford, d'après un roman de Ernest K. Gann
- Directeur de la photographie : Milton R. Krasner
- Musique : Jerry Goldsmith
- Costumes : Moss Mabry
- Montage : Robert Simpson
- Production : Aaron Rosenberg
- Studio de production : 20th Century Fox
- Couleurs : Noir et blanc
- Genre : Drame
- Durée : 106 minutes
- Date de sortie : 
  -  Allemagne de l'Ouest : 16 octobre 1964
  -  France : 12 mai 1965
- Affiches : Boris Grinsson, Vanni Tealdi (France)

## Distribution
- Glenn Ford : Sam Mc Bane
- Nancy Kwan : Sally Fraser
- Rod Taylor : Capitaine Jack Savage
- Suzanne Pleshette : Martha Webster
- Nehemiah Persoff : Ben Sawyer
- Robert J. Wilke : Stillman
- Max Showalter : Dan Crawford

Acteurs non crédités
- Stanley Adams : Bernie
- Paulene Myers : une mère